# Eriophyidae
Famille
Les Eriophyidae sont l'une des nombreuses familles d'acariens du sous-ordre des Prostigmates. Ce sont des parasites de plantes, chez lesquelles ils provoquent souvent l'apparition de galles ou d'érineum (amas de poils à l'origine de leur nom d'Eriophyidae, du grec erio, « laine » et phyes, « croissance »). Ils mesurent de un à trois dixièmes de millimètres mais leur multitude les amène à être souvent visuellement imposants. Les Eriophyidae sont des consommateurs de cellules végétales hautement spécialisés qui ont développé des relations intimes avec leur plante hôte la plupart du temps spécifiques. Suivant l'objectif de l'agriculteur ou du forestier, ils peuvent être considérés comme des agents de lutte biologique ou des ravageurs de culture. À l'échelon mondial, sur les 3 790 espèces connues dans les années 2010, seule une trentaine cause des dommages économiques préoccupants.

## Description

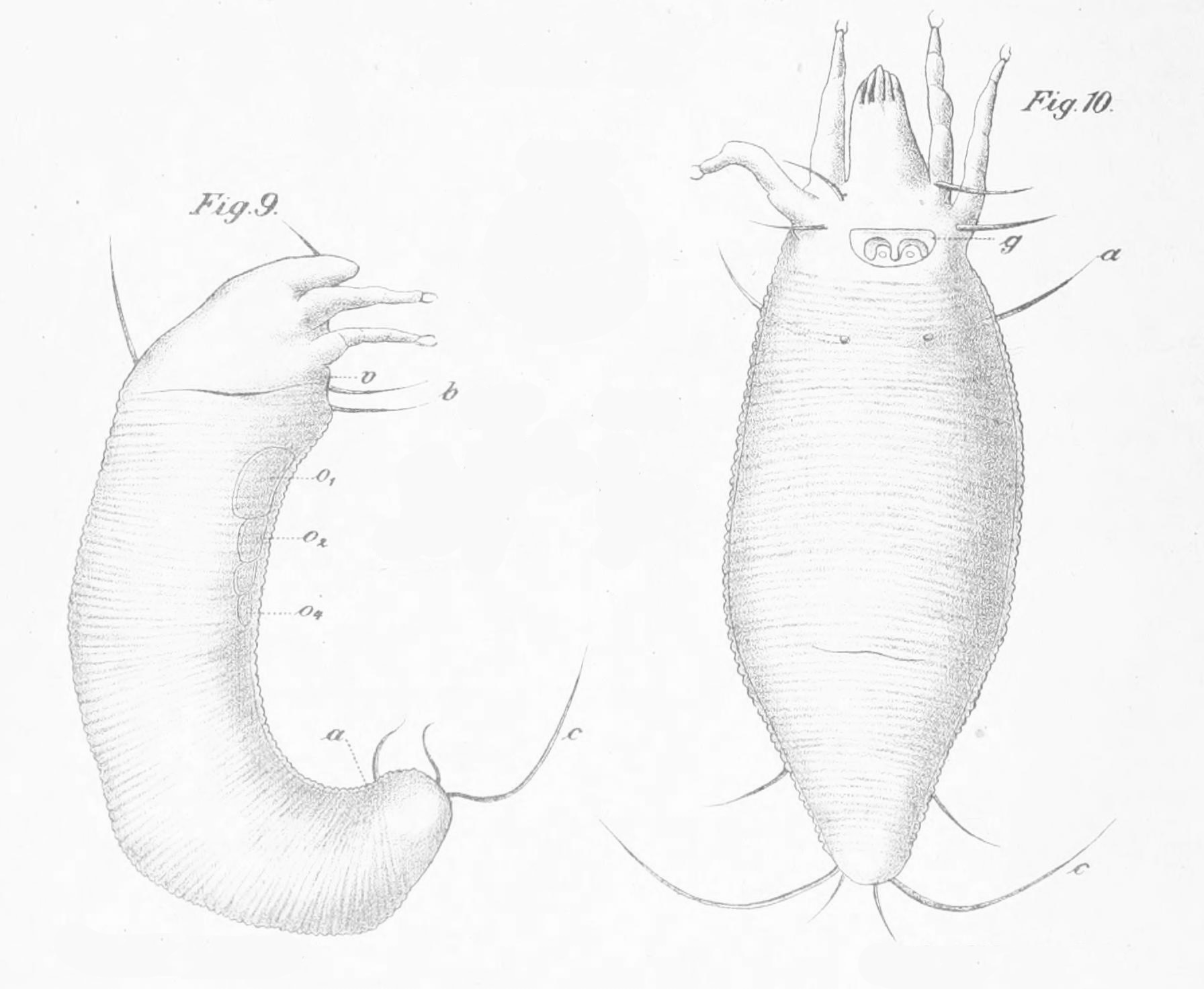
Femelle et mâle d'Aceria fraxinivora, parasite du Frêne élevé.

Les Eriophyidae ne portent que deux paires de pattes locomotrices, ce qui est considéré comme une adaptation particulières au parasitisme, les autres acariens étant caractérisés par leurs quatre paires de pattes. Ils ont également un corps caractéristique vermiforme pour les femelles et fusiforme pour les mâles, mesurent entre 100 et 300 μm de long, sont aveugles et dépourvus d'appareils respiratoires. Les mâles se différencient des femelles par l'absence de clapet génital. Il existe deux forme de femelle, une forme sexuée et une forme liée aux diapauses estivale et hivernale.
À l'origine, le corps de l'ensemble des espèces d'Eriophyidae est blanc pur à hyalin mais il prend des colorations jaune, rouge rosé, brune ou verte en fonction du contenu intestinal, c'est-à-dire à la nourriture ingérée. Le type de nourriture étant généralement assez stable et spécifique, il s'agit d'un critère d'identification possible.

## Écologie

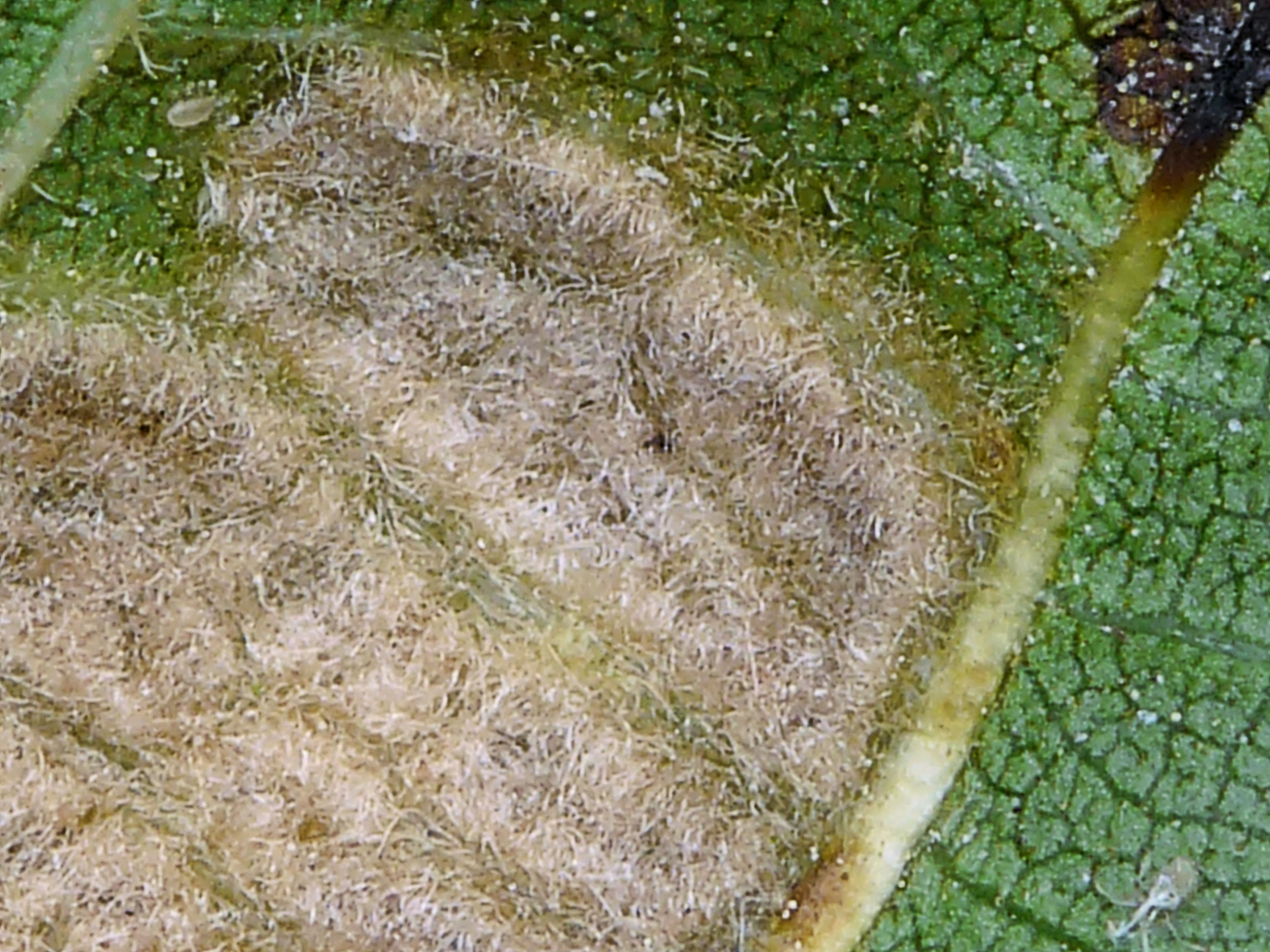
Certains acariens de la famille des Eriophyidae induisent un erineum, développement anormal de poils feutrés sur le limbe des feuilles. Ces parasites minuscules ont un rostre qui suce le contenu de ces poils plus ou moins bruns sans percer la vacuole riche en tanins toxiques.

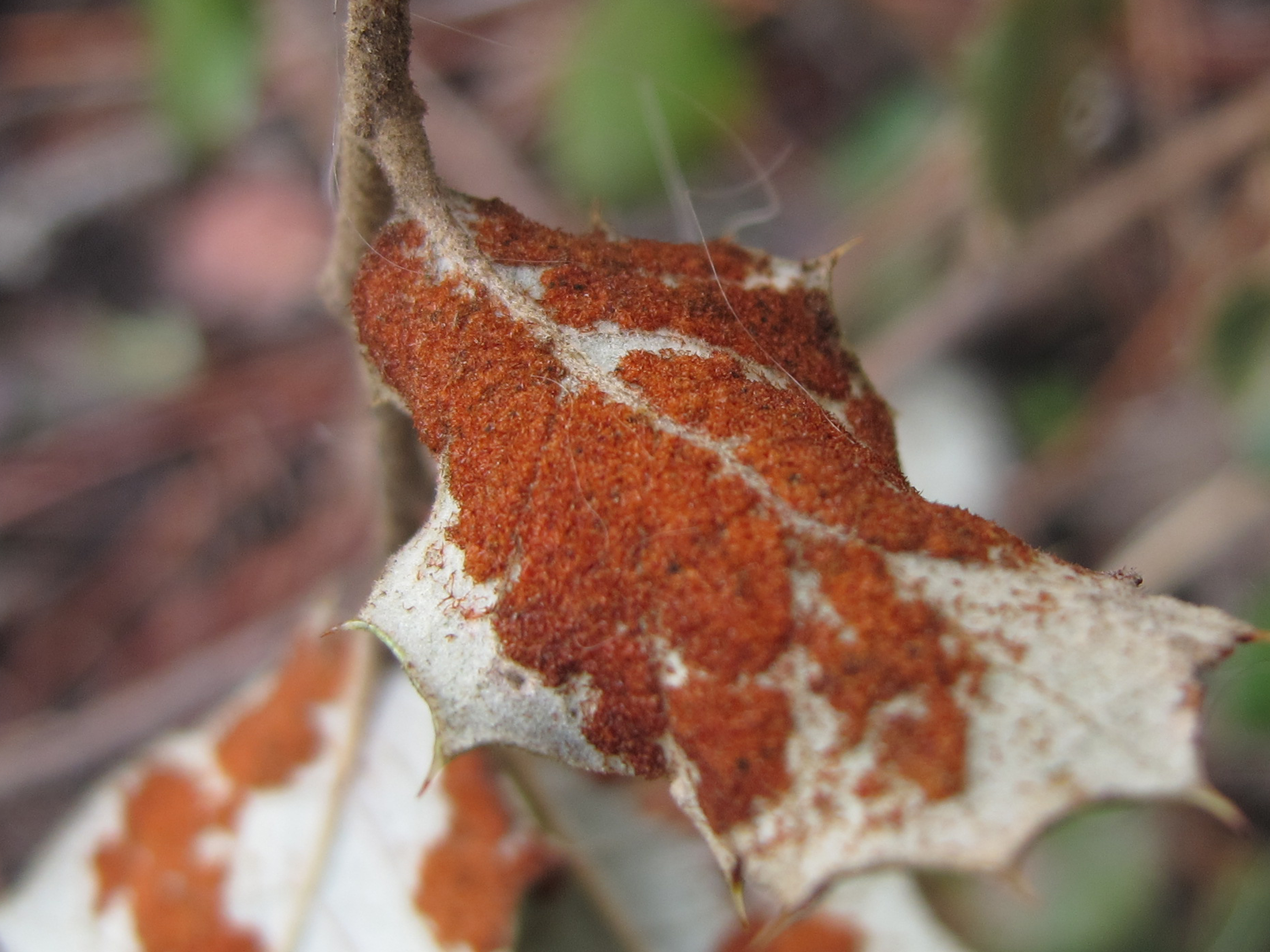
Èrineum d'Aceria ilicis sur le Chêne vert.

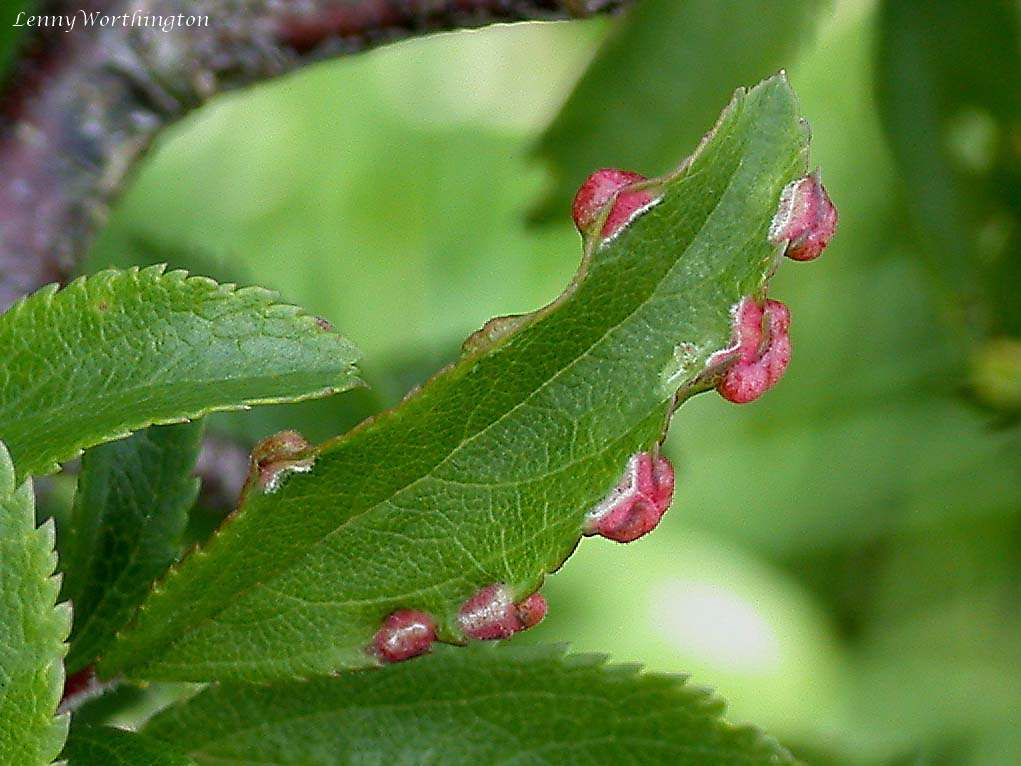
Eriophyes prunispinosae parasite du Prunellier.

Les Eriophyidae sont un groupe fondamental de la faune des galles car ils représentent 15% des espèces galligènes d'Europe occidentale. De plus, en dépit de leur petite taille, leurs galles font partie des plus visibles et des plus constantes. Elles forment alors des excroissances en forme de cloques, de perles globulaires, de poches, de massues, de bords de feuilles gonflés et repliés, d'artichaut ou de chou-fleur. De manière plus marginale, des acariens galligènes se retrouvent également dans les familles des Tarsonemidae, des Tetranychidae, des Tenuipalpidae et des Phytoptidae. Beaucoup d'espèces sont également gallicoles, c'est-à-dire qu'elles vivent au sein de la galle sans en être à l'origine. Elles y vivent majoritairement en inquilines commensales. Cependant, le rôle de chacune au sein de ce micro-biotope n'est pas toujours connu. Enfin, de nombreuses espèces sont dites « libres » et causent des dépressions couvertes de poils sur les feuilles nommées érineum ou vivent de façon erratique sur la plante.
Les acarocécidies sont constituées de poils typiques plus ou moins ramifiés prenant souvent l'aspect d'un dense feutrage blanc ou roux. Une petite ouverture, nommée « ostiole », est généralement visible sur le dessus ou le dessous. Certaines de ces petites galles en poche sont particulièrement élaborées comme celles d'Aceria campestricola qui forme sur l'Érable champêtre non seulement un tissu nourricier mais également une coquille ligneuse protectrice. D'autres galles engendrent une hypertrophie du bourgeon ou de l'inflorescence et se présentent sous les formes exubérantes d'artichaut ou de chou-fleur comme Aceria fraxinivora sur les Frênes.
La minuscule taille des espèces d'Eriophyidae erratiques, qui changent fréquemment de sites d'alimentation comme Aculops lycopersici, leur permet d'atteindre des endroits particulièrement exigus, notamment au sein des zones chargées trichomes protégeant les parties vitales des plantes en faisant barrage à la plupart des acariens y compris les prédateurs des Eriophyidae.

## Biologie

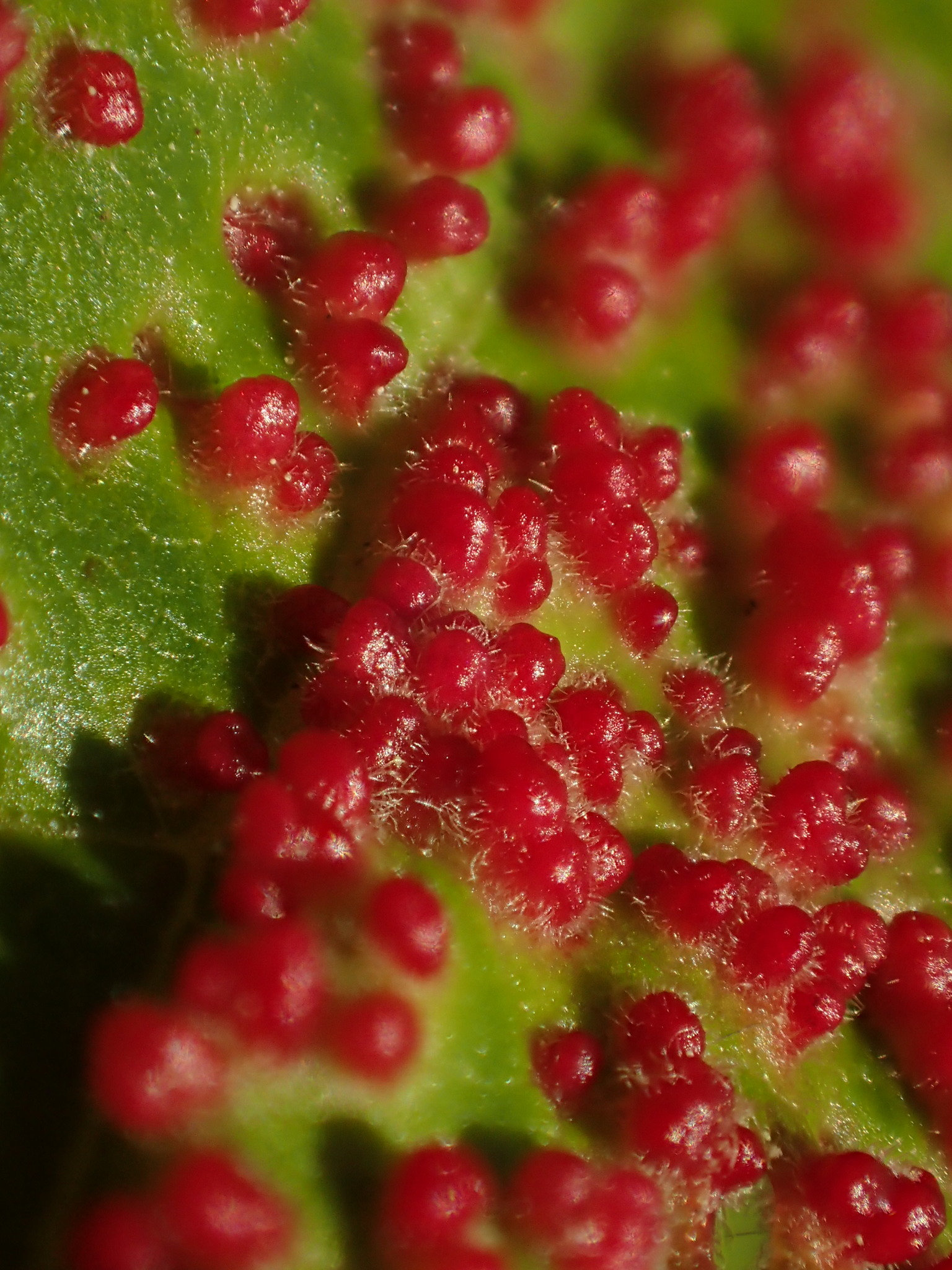
Aceria myriadeum parasite de l'Érable champêtre.

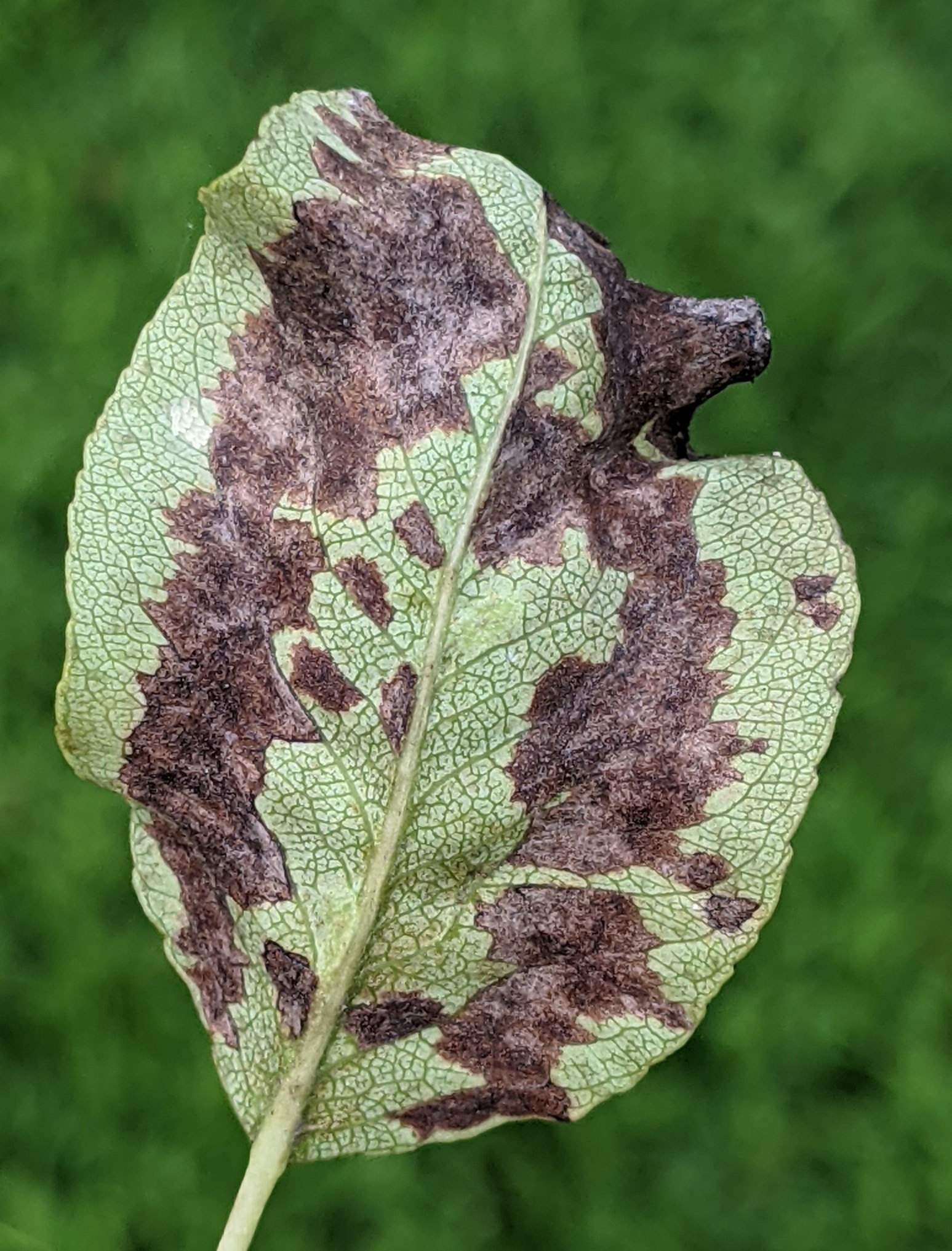
Eriophyes pyri parasite du Poirier.

La dissémination des Eriophyidae est assurée par le vent, la pluie et par phorésie sur le dos d'arthropodes comme des insectes, des araignées et des acariens de famille des Phytoseiidae. L'humain est également vecteur à l'occasion,. 
Pour se nourrir, ils percent de leur fortes chélicères la paroi d'une cellule végétale, une à la fois, et en aspirent le contenu c'est-à-dire le hyaloplasme tout en délaissant les organites. La perforation est d'origine à la fois mécanique et enzymatique, la feuille répondant à l'agression par une production de callose. Le tout laisse sur place un cône de succion.
Lors de la reproduction sexuée, le mâle dépose un spermatophore sur une feuille de sa plante-hôte. ce dernier attire la femelle qui l'utilise ensuite pour s'inséminer. Chez certaines espèces comme Aculus robiniae, le mâle garde les femelles pré-émergentes afin de s'assurer leur fécondation. Chez les espèces vivant en dehors des galles, la reproduction se fait en groupe et chez les espèces erratiques, les spermatophores sont disposés le long de la veine principale des feuilles. Le spermatophore est parfois utilisé par une femelle d'une autre espèce sans qu'il y ait fécondation. La présence du partenaire n'est donc pas nécessaire pour la fécondation ; cette stratégie nommée « dissociation sexuelle » est commune chez les arthropodes dont de nombreux acariens. La femelle est également capable de reproduction asexuée : une parthénogénèse de type arrhénotoque, c'est-à-dire que la femelle non fécondée ne produit que des mâles,.
|                                       |  |                                     |
| Galles boursouflée sur Peuplier noir. |  | Femelle Eriophyes diversipunctatus. |

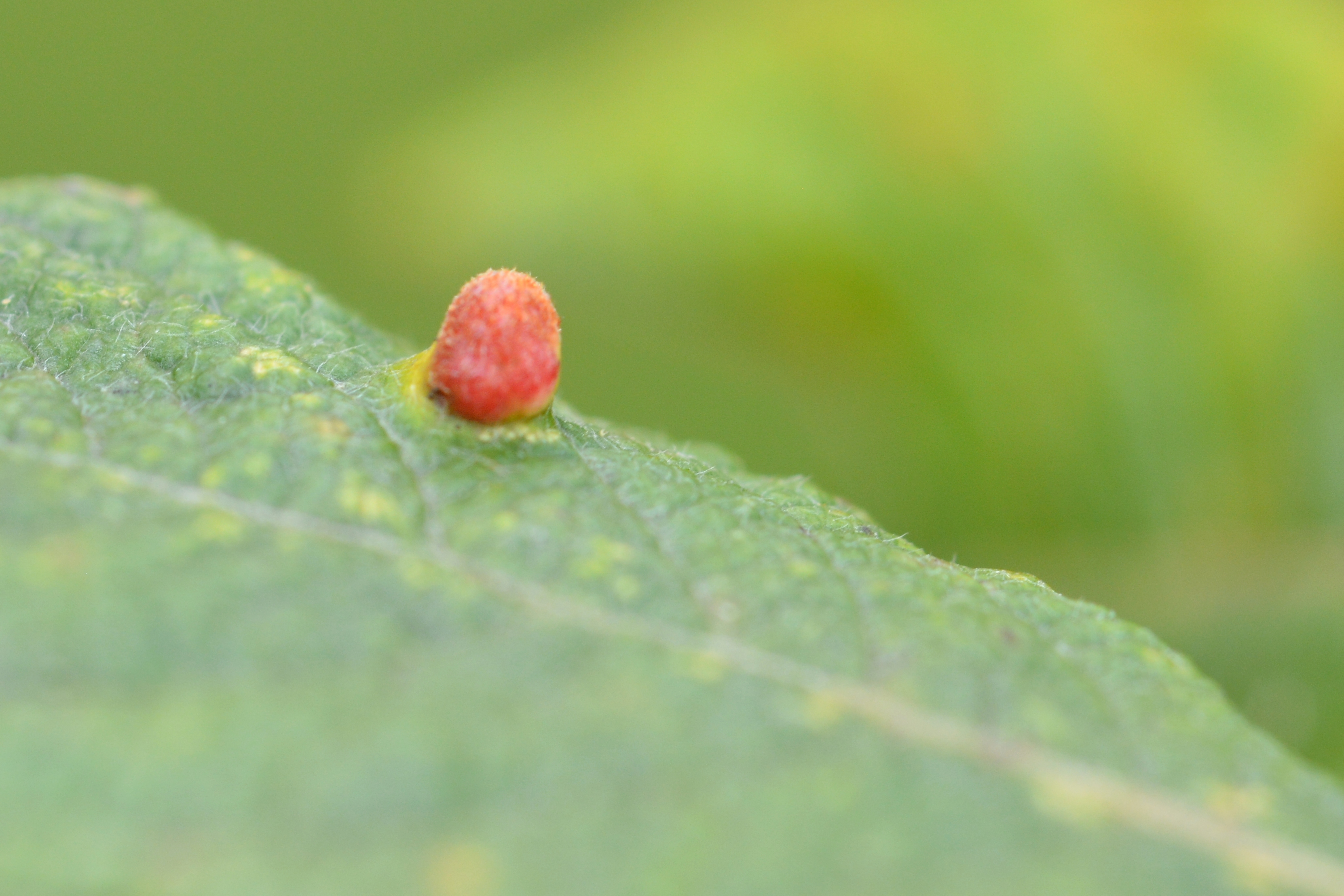
Aculus laevis parasite du Saule cendré.

Que ce soit pour la fondation de la galle et de l'érineum ou la cohabitation dans galle déjà en place, la colonisation s'initie toujours par une femelle gravide. La formation de la galle résulte de son attaque des cellules végétales. Grâce à ses pièces buccales perforantes, elle en draine le contenu et déclenche la formation d'une vésicule en les perçant, tout en libérant des substances chimiques dans les plaies qui façonnent la galle. Sa descendance peuple le nouveau milieu qui développe ainsi un tissu nourricier sous l'action de ses enzymes,. 
Le cycle de vie de l'acarien passe par les étapes : œuf, larve, protonymphe, adulte auxquelles s'ajoutent des phases immobiles entre la larve et la nymphe nommé « nymphochrysalide » et entre la nymphe et l'adulte nommé « imagochrysalide ».  La croissance de l'œuf à l'adulte ne prend souvent que deux semaines. 
Les femelles sont beaucoup plus nombreuses que les mâles, ces derniers étant d'ailleurs parfois inconnus chez certaines espèces. Il existe deux types de femelles. Le premier, printanier, où la femelle nommée « protogyne » est physiologiquement cohérente avec le mâle. Dans le second type nommé « deutogyne », des détails morphologiques de son corps sont modifiés pour s'adapter aux conditions hivernales et à la sécheresse estivale. Durant ces estivation et hivernation, les deutogynes se calfeutrent dans les creux des tiges ou sous les écailles des bourgeons. Les femelles deutogynes sont fécondées en automne mais conservent les spermatozoïdes pendant l'hiver et ne déposent leurs œufs qu'au printemps d'où écloseront des protogynes. C'est sous la forme de deutogyne que l'espèce survit en hiver car les mâles meurent dès les premiers frimas.

## Prédation

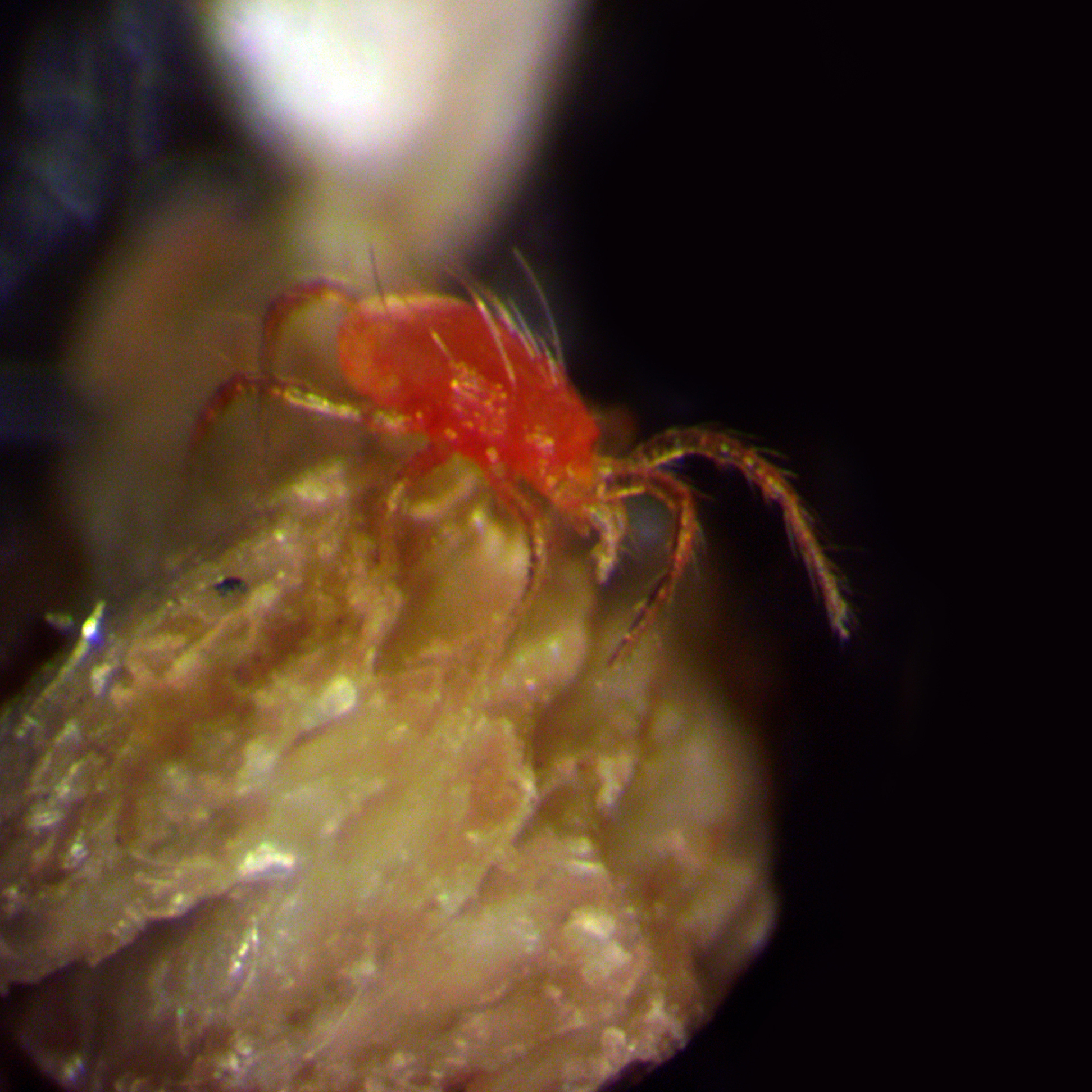
Phytoseiulus persimilis, un prédateur des Eiophyidae.

Les acariens de la famille des Eriophyidae sont prédatés par de nombreux insectes des ordres des Diptères notamment les Cecidomyiidae qui vivent en inquilines dans les galles, des Coléoptères, Neuroptères, Hémiptères et Thysanopytères ; par de nombreuses familles d'acariens comme les Phytoseiidae, les Stigmaeidae ainsi que par quelques champignons pathogènes comme Lecanicillium lecanii et le genre Hirsutella.

## Impact parasitaire

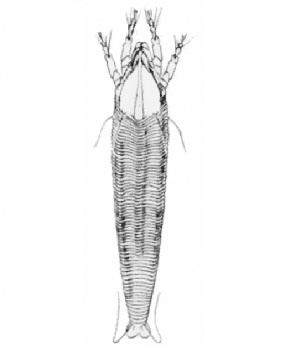
Abacarus hystrix, un acarien parasite des graminées, vecteur de la maladie virale de la mosaïque du ray-grass, une maladie grave des prairies tempérées.

Les acariens de la famille des Eriophyidae peuvent être nuisibles à leur plante hôte comme Eriophyes pyri sur le Poirier ou être assez inoffensif comme Eriophyes tiliae sur les Tilleuls malgré une présence massive. Au niveau mondial, une cinquantaine d'espèces d'Eriophyidae sont parasites de plantes à haute valeur économique et à peu près une trentaine causent des dommages sévères. Il s'agit pour moitié d'acariens erratiques, et pour moitié de galligènes. La plupart de ces dommages impactent les dicotylédones, très peu concernent les monocotylédones.
Les Eriophyidae ont une relation forte à leur hôte : 80 % sont inféodées à une seule espèce, 95 % à un seul genre et 99 % à une seule famille. Ces caractéristiques en font de bons candidats pour la lutte biologique, mais des facteurs écologiques naturels comme la résistance de certains génotypes de plantes et la présence d'ennemis limitent leur usage. En 2010, quelques espèces sont autorisées dans ce cadre comme Aceria malherbae, utilisé dans la lutte contre l'invasif européen Liseron des champs en Amérique du Nord et comme Aculus hyperici, utilisé dans la lutte contre le Millepertuis perforé paléarctique invasif en Australie.
Quelques espèces sont accusées d'être vecteurs de maladies virales. Ce n'est que dans les années 2000 qu'ils ont été clairement identifiés. Il s'agit de virus de la famille des Potyviridae attaquant par exemple les céréales, le genre Allium, le cassis, le pêcher. De même, quelques espèces sont vecteurs de maladies fongiques, comme Aceria mangiferae qui est le vecteur d'une épidémie sur le Manguier causée par Fusarium mangiferae. 

## Systématique
Les Eriophyidae comportent six sous-familles : Aberoptinae, Nothopodinae, Ashieldophyinae, Cecidophyinae, Eriophyinae, Phyllocoptinae et douze tribus. En 2011, 274 genres et 3 790 espèces sont répertoriés. Cependant, cette famille comprendrait au niveau planétaire entre 35 000 et 50 000 espèces, les estimations les plus hautes atteignant les 250 000.
En Europe occidentale, il existe approximativement 250 espèces qui provoquent des galles, principalement issues du genre Eriophyes, les autres genres concernés étant notamment Aceria, Anthocoptes, Cecidophyes, Coptophylla, Epitrimerus, Phyllocoptes, Trisetacus et Vasates.

## Quelques exemples d'espèces
|                             |  |                           |
| Galles cornues sur Tilleul. |  | Femelle Eriophyes tiliae. |

- Abacarus hystrix, un acarien des céréales et des graminées[8] ;
- Abacarus sacchari, un acarien de la canne à sucre ;
- Acalitus essigi, un acarien de la mûre[9] ;
- Aceria carvi, un acarien de la Carotte et du Carvi[10] ;
- Aceria erinea, un acarien du Noyer[11] ;
- Aceria fraxinivora, un acarien des frênes[12] ;
- Aceria guerreronis, un acarien des noix de coco ;
- Aceria ilicis, un acarien du Chêne vert[13] ;
- Aceria malherbae, un acarien du Liseron des champs[14] ;
- Aceria myriadeum, un acarien de l'Érable champêtre[15] ;
- Aceria peucedani, acarien des ombellifères[16] ;
- Aculus eurynotus, un acarien de la Carotte et des Torilis[17]
- Aculops fuchsiae, ou galle du fuchsia, un acarien des fuchsias[18].
- Aculops lycopersici, un acarien des Solanaceae[19] ;
- Cecidophyopsis ribis, un acarien des Groseillier[20] ;
- Eriophyes leiosoma, un acarien des Tilleuls ;
- Eriophyes padi, un acarien du Merisier à grappes[21] ;
- Eriophyes pyri, un acarien du poirier[22] ;
- Eriophyes tiliae, un acarien des tilleuls[23].
- Vasates quadripedes, un acarien des Érables nord-américains ;

## Ensemble des genres
Liste des genres selon GBIF (29 avril 2022) :